# بوغاتشيوف
بوغاتشيوف (بالروسية: Пугачев) هي إحدى مدن روسيا في الكيان الفدرالي الروسي ساراتوف أوبلاست.

## أعلام
- أليكسي نيكولايفيتش تولستوي